# Saccharum ravennae
Saccharum ravennae es una especie de planta herbácea de la familia de la poáceas. Es originaria del sur de Europa y oeste de Asia, y conocida en Norteamérica como una especie introducida, donde es tratada como una planta invasora.

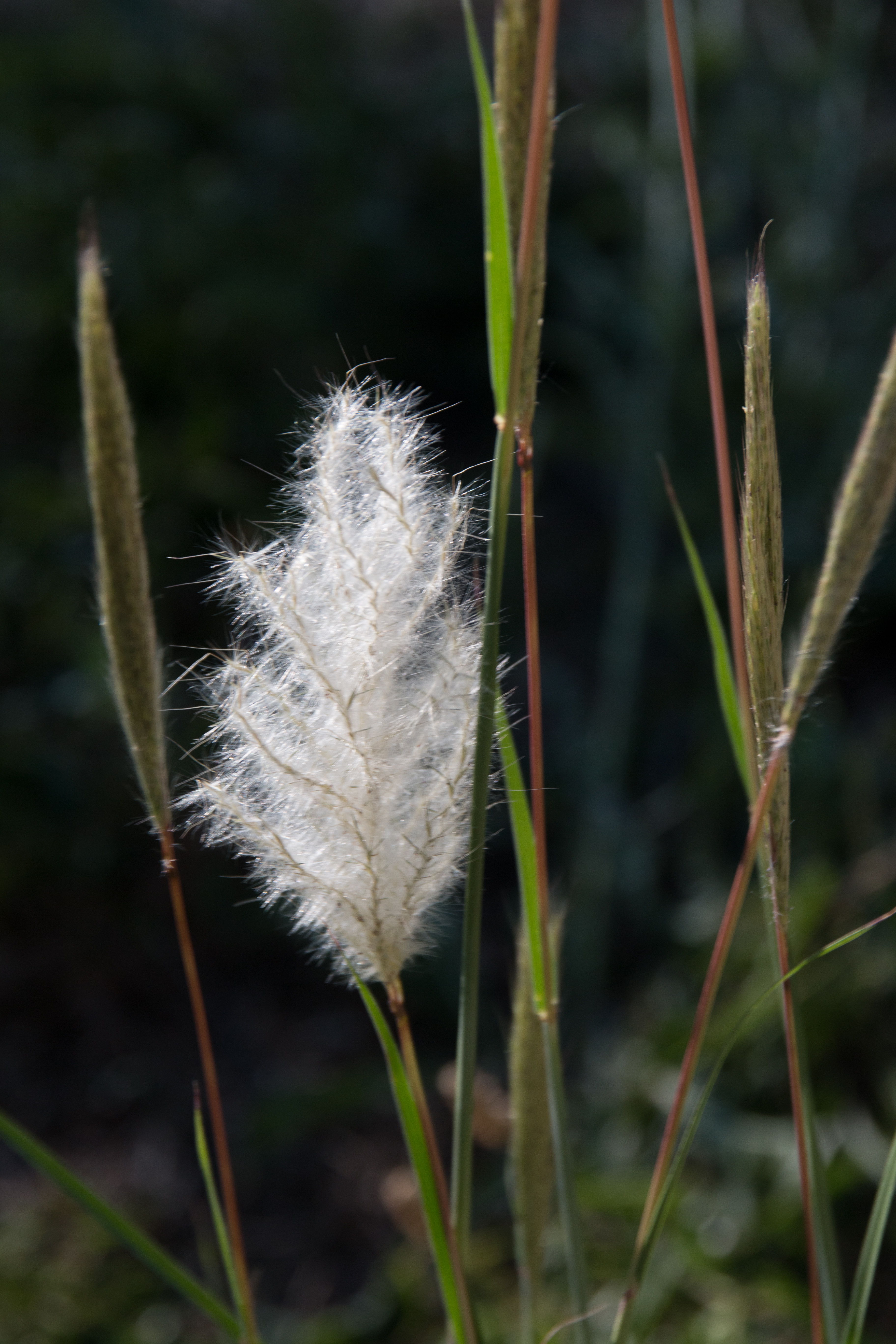
Inflorescencia

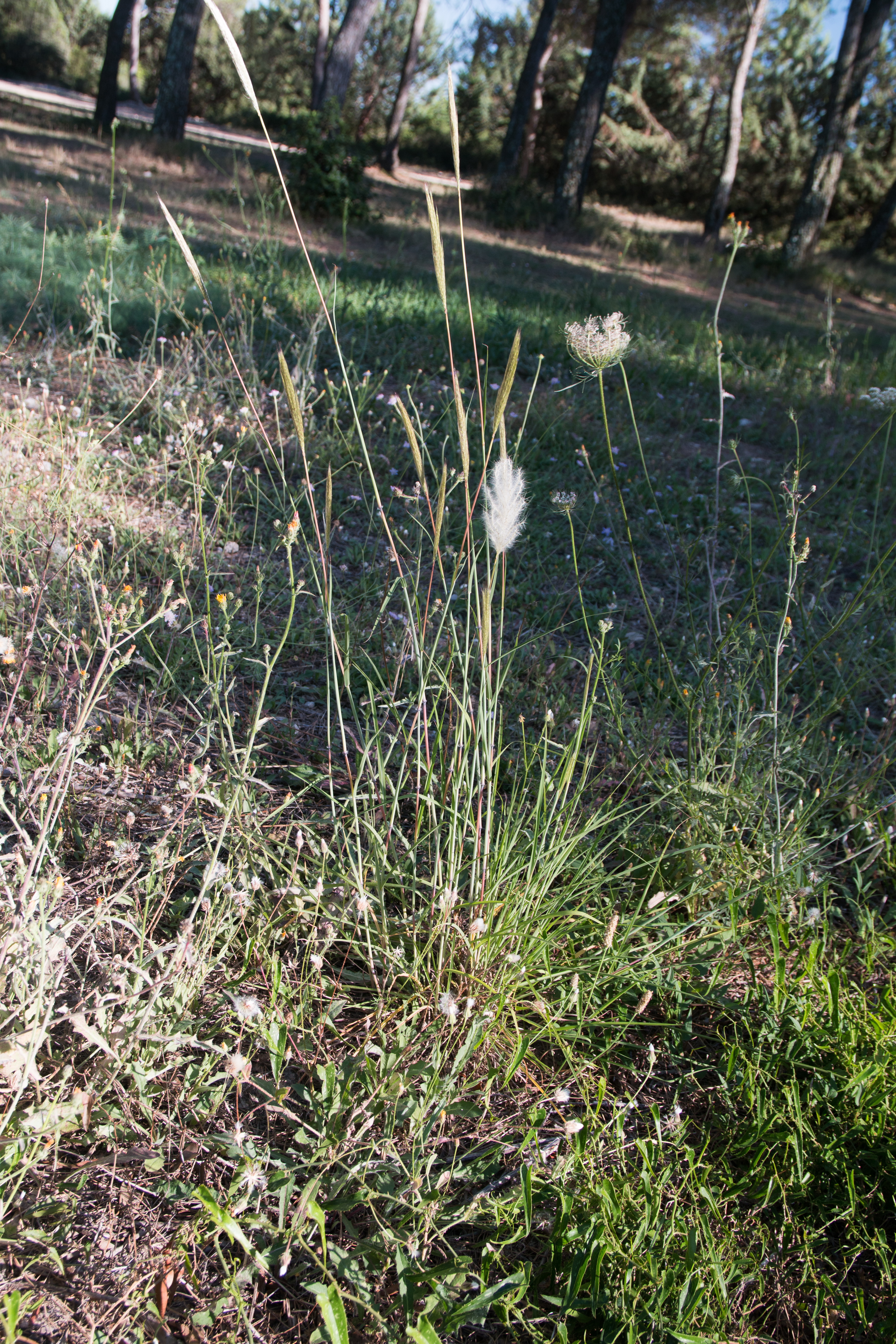
En su hábitat

## Descripción
Son plantas cespitosas. Tallos de hasta 2 m de altura y 1,5 cm de diámetro, robustos, glabros. Hojas con lígula de 0,5-2,5 mm, truncada u obtusa; limbo plano, con margen serrado y nervio medio muy marcado y blanquecino, densamente hirsuto en el haz hacia la zona de contacto con la vaina; el de las hojas basales de hasta 125 × 2 cm, el de las caulinares más corto. Panícula de 25-60 cm, de contorno lanceolado, más o menos lobada, plumosa, con ramas pilosas. Espiguillas de 3,5-5,5 mm, rodeadas en la base por numerosos pelos sedosos de 3-6 mm, con pedúnculos pilosos. Glumas agudas o acuminadas, con nervios escábridos. Lema membranosa, aguda, la de las flores hermafroditas con arista de 2,5-5 mm. Anteras de 1,8-2,5 mm. Cariopsis de 1,5 × 0,6 mm, oblonga. Florece de mayo a octubre.

## Distribución y hábitat
Se encuentra en arenales húmedos. Se distribuye por las regiones Mediterránea, Irano-Turánica y Saharo-Indica.

## Taxonomía
Saccharum ravennae fue descrita por (L.) L. y publicado en Systema Vegetabilium. Editio decima tertia 2: 88. 1774.
Citología
Número de cromosomas de Saccharum ravennae (Fam. Gramineae) y táxones infraespecíficos: 2n=20+(0-1B)
Etimología
Saccharum: nombre genérico que deriva del griego sakcharon, "azúcar", y otras palabras similares en malayo y sánscrito para "azúcar o el jugo de la caña de azúcar".
Sinonimia
- Agrostis ravennae (L.) P.Beauv.
- Andropogon caudatus M.Bieb.
- Andropogon ravennae L.
- Erianthus elephantinus Hook.f.
- Erianthus jamaicensis Andersson
- Erianthus moustierii Carrière
- Erianthus parviflorus Pilg.
- Erianthus purpurascens Andersson
- Erianthus ravennae (L.) P.Beauv.
- Erianthus scriptorius Bubani
- Ripidium elephantinum (Hook.f) Grassl
- Ripidium ravennae (L.) Trin.
- Saccharum elephantinum (Hook.f.) V.Naray. ex Bor
- Saccharum jamaicense Trin.
- Saccharum parviflorum (Pilg.) Pilg.[7][8]

## Nombres comunes
- Castellano: carricera (4), carriceras, carrizo (3), cañota, cisca, rabo de zorra. Altoaragonés: zisca, ziscla[9]